# Plagiostenopterina vittigera
Plagiostenopterina vittigera är en tvåvingeart som beskrevs av Meijere 1916. Plagiostenopterina vittigera ingår i släktet Plagiostenopterina och familjen bredmunsflugor. Inga underarter finns listade i Catalogue of Life.